# Adamo Lucchesi
Adamo Lucchesi (Pieve di Monti di Villa, 1855 – Ghivizzano, 1940) è stato un esploratore italiano.
Nato nel 1855 a Pieve di Monti di Villa, comune di Bagni di Lucca, studiò nel Seminario della Diocesi di Lucca e, all'età di sedici anni, si imbarcò a Genova per l'Argentina. A Buenos Aires trovò lavoro su un battello fluviale sui corsi del Paraná, Uruguay e Paraguay, cominciando a coltivare il proposito di esplorare le foreste vergini attraversate da questi fiumi. Dopo qualche anno infatti, trovate le risorse necessarie, dette inizio ad una serie di esplorazioni nella regione dell'Alto Paraná e, nel 1883, condusse il capitano Giacomo Bove fino alle cascate del Guairá. Rientrato a Lucca nel 1906, si dedicò ad iniziative filantropiche come la scuola “Giuseppe Mazzini” e un istituto speciale per emigranti con l'idea di fornire loro un'istruzione di base che permettesse di evitare i lavori più umili e faticosi. Nel 1936 pubblicò un libro nel quale descrisse le sue esplorazioni, dal titolo Nel Sudamerica - Alto Paraná e Chaco. 1875-1905. Morì a Ghivizzano nel 1940.